# Fugazi
Fugazi — американський постгардкоровий гурт, заснований 1987 року у Вашингтоні Яном Маккеєм після розпаду Minor Threat. З 2003 «неактивні на невизначений термін».
Гурт набув популярності завдяки політичному нонконформізму і твердому додержанню етичних принципів у музичній комерції, і сильно вплинув на розвиток панк-ідеології в 1980-х роках.

## Історія

### 1986—1989: cтановлення та перші роки
Після розпаду гардкор-панк-гурту Minor Threat МакКей (вокал і гітара) брав участь у кількох недовговічних гурту, зокрема в Embrace. Він вирішив, що хоче створити проєкт, який був би «як The Stooges з регі», але після розпаду Embrace остерігався створювати ще один гурт. Маккей згадував: «Мої інтереси не обов'язково полягали в тому, щоб бути в гуртові, а в тому, щоб бути з людьми, які хотіли грати музику зі мною».
МакКей найняв колишнього барабанщика Dag Nasty Коліна Сірса та бас-гітариста Лаллі, і тріо почало репетирувати разом у вересні 1986 року. Після кількох місяців репетицій Сірс повернувся до Dag Nasty і був замінений на Кенті (раніше грав у Rites of Spring). Одного разу Піччотто, колега Канті по гурту Rites of Spring, заскочив під час репетиції, щоб подивитися, як справи у його друга; пізніше він зізнався, що таємно виношував ідею приєднатися до гурту. Але Піччотто був розчарований тим, що для нього, схоже, не знайшлося місця.
Після деяких вагань Кенті щодо того, що він хоче робити у майбутньому, тріо перегрупувалося і забронювало свій перший виступ у Wilson Center на початку вересня 1987 року. Гурт все ще потребував назви, тому Маккей вибрав слово «fugazi» з книги Марка Бейкера «Nam», збірки історій ветеранів війни у В'єтнамі, що є сленговою абревіатурою для «Fucked Up, Got Ambushed, Zipped In».
Гурт почав запрошувати Піччотто на репетиції. Натхненний залученням гайпмена в гіп-гопі, Піччотто співав на бек-вокалі. Після того, як його гурт Happy Go Licky розпався, він почав більше співпрацювати з Fugazi. Зрештою Маккей попросив Піччотто стати повноправним учасником гурту, і той погодився.

## Склад гурту
Остаточний склад
- Ян Маккей — вокал, гітара (1987—2003)
- Брендан Канті — ударні (1987—2003)
- Джо Лаллі — вокал (1995—2003), бас-гітара (1987—2003)
- Ґай Піччотто — вокал (1988—2003), гітара (1989—2003)

#### Колишні учасники
- Колін Сірс — ударні (1986)

Концертні учасники
- Джеррі Бушер — додаткові барабани, труба (1998—2002)

## Студійні альбоми
- Repeater (1990)
- Steady Diet of Nothing (1991)
- In on the Kill Taker (1993)
- Red Medicine (1995)
- End Hits (1998)
- The Argument (2001)

## Мініальбоми
- Fugazi (1988)
- Margin Walker (1989)
- 3 Songs (1990)
- Furniture (2001)